# Püntsog Nyidron
Püntsog Nyidron (1969) is een Tibetaans activiste en voormalig politiek gevangene. Tijdens het rumoerigste jaar van de opstanden van 1987 tot 1993 werd ze in 1989 gevangengezet en kwam ze vrij in 2004. Ze werd onder huisarrest geplaatst tot maart 2006, toen ze naar de Verenigde Staten mocht reizen voor medische behandeling.

## Achtergrond
Püntsog Nyidron werd in 1989 gevangengezet met het verwijt van het verspreiden van contrarevolutionaire propaganda en ophitsing. Bij elkaar zat ze vijftien jaar vast en werd ze vrijgelaten op 26 februari 2004. Haar gevangenisstraf zou nog tot maart 2005 lopen.
Haar vrijlating volgde op een oproep van de Amerikaanse Senaat en Huis van Afgevaardigden. Volgens een regeringsfunctionaris speelde de sterke druk van de regering-Bush mee, gezien China een hoge prioriteit stelde aan goede relaties met de Verenigde Staten.

## Muziekbandje
In de gevangenis van Drapchi verbleef ze met dertien andere Tibetaanse nonnen die ook wel de Drapchi 14 werden genoemd. Een van de andere nonnen was Ngawang Sangdröl.
De groep nonnen nam in 1994 in de gevangenis clandestien een bandje met liederen en gedichten op, over haar thuisland en de veertiende dalai lama Tenzin Gyatso. Het bandje werd Tibet uit gesmokkeld en van de opnamen werd de cd Seeing Nothing but the Sky samengesteld. De band werd daarna door de ngo Free Tibet Campaign in Londen verspreid.
Oorspronkelijk luidde het vonnis acht jaar, maar naar het naar buiten smokkelen van de tape werd haar vonnis verdubbeld.